# Lucie Rousseaux
Lucie Rousseaux, née le 25 août 1990, est une joueuse de pétanque française. 

## Biographie
Elle est droitière et se positionne en milieu en triplette. Elle est la compagne de Dylan Rocher et ils ont deux enfants ensemble.

## Clubs
- ?-? : Valensole[1] (Alpes-de-Haute-Provence)
- ?-2019 : ABC Draguignan[1] (Var)
- 2019- : Fréjus International Pétanque (Var)

## Palmarès

### Séniors

#### Coupe d'Europe des Clubs
Vainqueur
- 2017 (avec Yolanda Matarranz, Christine Saunier, Dylan Rocher, Stéphane Robineau, Henri Lacroix, Robin Rio, Ludovic Montoro, Jean-Michel Puccinelli et Jean Casale) : ABC Draguignan
- 2021 (avec Dylan Rocher, Stéphane Robineau, Henri Lacroix, Philippe Ziegler, Jean-Michel Puccinelli, Robin Rio et Christine Saunier) : Fréjus International Pétanque[2]

#### Coupe de France des clubs
Vainqueur
- 2017 (ave Christine Saunier, Yolanda Matarranz, Dylan Rocher, Henri Lacroix, Stéphane Robineau, Ludovic Montoro, Sony Berth, Robin Rio et Romain Fournie) : ABC Draguignan
- 2020 (avec Christine Saunier, Dylan Rocher, Dimitri Stackov, Benji Renaud, Robin Rio, Laurent Matraglia, Ludovic Montoro, Stéphane Robineau et Henri Lacroix) : Fréjus International Pétanque[3]